# Jolanda de Rover
Jolanda de Rover, född 10 oktober 1963 i Amstelveen, är en nederländsk före detta simmare.
Hon blev olympisk guldmedaljör på 200 meter ryggsim vid sommarspelen 1984 i Los Angeles.